# The Best Damn Thing
Pour l’article homonyme, voir The Best Damn Thing (chanson).
Albums de Avril Lavigne
Under My Skin
(2004) Goodbye Lullaby
(2011)
The Best Damn Thing est le 3e album studio d'Avril Lavigne. L'album a été certifié double disque de platine par la Recording Industry Association of America le 15 juin 2007 et s'est vendu à plus de sept millions de copies à travers le monde.

## Promotion
Le premier single, Girlfriend, devait être publié le 29 janvier, mais la date de sortie a été modifiée, due à la popularité croissante du titre Keep Holding On à la radio.
Girlfriend est disponible en sept langues, la seule différence avec la version anglaise étant le refrain traduit en français, espagnol, allemand, portugais, japonais, mandarin et italien. Le morceau Keep Holding On est aussi présent sur la BO d'Eragon.
Elle a aussi utilisé le site Stardoll pour promouvoir cet album.

## Commentaires
| Critiques (notes sur 5)                                                                                     |
| --- |
| - : AllMusic - : The Guardian - : musicOMH.com - : About.com - : Rolling Stone - : Canoë - : Slant Magazine |
| Critiques (notes sur 10)                                                                                    |
| - : PopMatters - : Yahoo! Music                                                                             |
| Critiques (note par lettre)                                                                                 |
| - B : Entertainment Weekly - + : The New York Times                                                         |

Le titre Girlfriend est disponible en plusieurs langues telles que le japonais, le mandarin, le français, l'allemand, l'italien, l'espagnol ainsi que le portugais.
Les Titres Alone & I Will Be figurent sur l'édition limitée (à différencier de l'édition collector/deluxe) de The Best Damn Thing sorti le 12 novembre 2007.
Les titres Adia(Live), Sk8er Boi(live) et Alone figurent dans l'édition limitée Spécial Japan Tour. La jeune chanteuse Leona Lewis a également repris le morceau I Will Be sur son premier album..
Cet album est sorti dans de nombreuses éditions dont certaines sont disponibles uniquement dans certains pays (liste non exhaustive) :
- l'édition limitée ;
- l'édition limitée deluxe ;
- l'édition chinoise (11 titres uniquement, Everything Back But You ayant été censuré) (disponible en Chine uniquement) ;
- l'édition chinoise limitée (disponible en Chine uniquement) ;
- l'édition taïwanaise (disponible à Taïwan uniquement) ;
- l'édition taïwanaise limitée (disponible à Taïwan uniquement) ;
- l'édition japonaise (disponible au Japon uniquement) ;
- l'édition japonaise limitée (disponible au Japon uniquement) ;
- l'édition spécial Japan Tour 2008 (disponible au Japon uniquement).

## Liste des titres
| No  | Titre                                | Auteur                                 | Durée |
| --- | ------------------------------------ | -------------------------------------- | ----- |
| 1.  | Girlfriend                           | Avril Lavigne, Dr Luke                 | 3:37  |
| 2.  | I Can Do Better                      | Avril Lavigne, Dr Luke                 | 3:17  |
| 3.  | Runaway                              | Avril Lavigne, Dr Luke, Kara DioGuardi | 3:48  |
| 4.  | The Best Damn Thing                  | Avril Lavigne, Butch Walker            | 3:10  |
| 5.  | When You're Gone                     | Avril Lavigne, Butch Walker            | 4:00  |
| 6.  | Everything Back But You              | Avril Lavigne, Butch Walker            | 3:03  |
| 7.  | Hot                                  | Avril Lavigne, Evan Taubenfeld         | 3:23  |
| 8.  | Innocence                            | Avril Lavigne, Evan Taubenfeld         | 3:53  |
| 9.  | I Don't Have to Try                  | Avril Lavigne, Dr Luke                 | 3:17  |
| 10. | One of Those Girls                   | Avril Lavigne, Evan Taubenfeld         | 2:56  |
| 11. | Contagious                           | Avril Lavigne, Evan Taubenfeld         | 2:10  |
| 12. | Keep Holding On                      | Avril Lavigne, Dr Luke                 | 4:00  |
| 13. | I Will Be (iTunes pre-order Edition) | Avril Lavigne, Dr Luke, Max Martin     | 3:59  |

## Certifications
| Pays                       | Certification | Unités certifiées |
| -------------------------- | ------------- | ----------------- |
| Allemagne (BVMI)           | Or            | 100 000           |
| Argentine (CAPIF)          | Or            | 20 000            |
| Australie (ARIA)           | 2 × Platine   | 140 000           |
| Autriche (IFPI)            | Platine       | 20 000            |
| Belgique (BEA)             | Or            | 25 000            |
| Brésil (Pro-Música Brasil) | Platine       | 60 000            |
| Canada (Music Canada)      | 2 × Platine   | 200 000           |
| États-Unis (RIAA)          | 2 × Platine   | 2 000 000         |
| France (SNEP)              | Or            | 100 000           |
| Irlande (IRMA)             | 2 × Platine   | 30 000            |
| Mexique (AMPROFON)         | Platine       | 100 000           |
| Nouvelle-Zélande (RMNZ)    | Or            | 7 500             |
| Pologne (ZPAV)             | Or            | 10 000            |
| Portugal (AFP)             | Or            | 10 000            |
| Royaume-Uni (BPI)          | Platine       | 300 000           |
| Russie (NFPF)              | 4 × Platine   | 80 000            |
| Suisse (IFPI)              | Platine       | 30 000            |

## Clips et singles

### Clips
- Girlfriend
- Girlfriend Remix by Dr. Luke
- When You're Gone
- Hot
- The Best Damn Thing

### Singles
1. 6 février 2007 : Girlfriend
2. 19 juin 2007 : When You're Gone
3. 2 octobre 2007 : Hot
4. 10 juin 2008 : The Best Damn Thing

## Sortie
- 13 avril 2007 : Belgique, Allemagne, Italie, Pays-Bas.
- 14 avril 2007 : Australie, Nouvelle-Zélande.
- 15 avril 2007 : Afrique du Sud, Moyen-Orient.
- 15 avril 2007 : France, Royaume-Uni, Brésil, Hong Kong, Indonésie, Russie, Pologne, Philippines, Malaisie, Singapour.
- 17 avril 2007 : Canada, Argentine, Grèce, Espagne.
- 18 avril 2007 : Japon, Norvège, Suède.